# Otto Kuasw

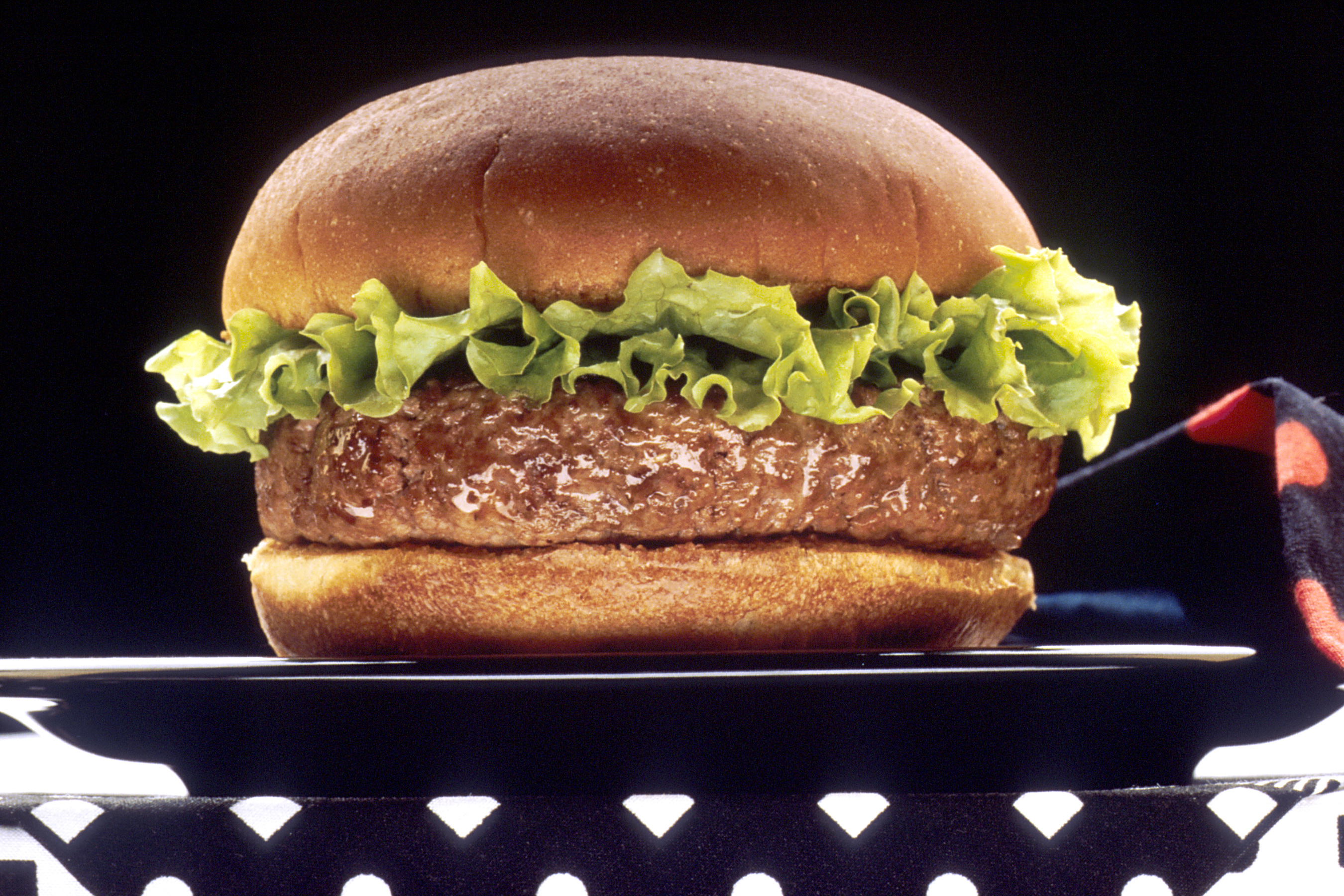
Un tipico hamburger dei nostri giorni

Otto Krause (... – Berlino, 1902) è stato un inventore e cuoco tedesco.

## Biografia
Considerato l'inventore dell'hamburger, ad Amburgo nel 1891, la ricetta consisteva in una grossa salsiccia di manzo fritta nel burro messa all'interno di due fette di pane imburrato, con l'aggiunta di un uovo fritto. Questo panino, conosciuto come "Deutsches beefsteak" era la merenda preferita dei marinai di passaggio nel porto di Amburgo. La fama di questo panino si dice arrivò fin in America proprio grazie ad alcuni marinai che giunsero nel porto di New York nel 1894 e descrissero la creazione di Krause. E così si iniziò a riprodurlo nei locali dove prese poi il nome di hamburger dalla città tedesca di origine.